# Leioproctus eulonchopriodes
Leioproctus eulonchopriodes är en biart som beskrevs av Michener 1989. Leioproctus eulonchopriodes ingår i släktet Leioproctus och familjen korttungebin. Inga underarter finns listade i Catalogue of Life.